# Smart Maritime Group
Smart Maritime Group — суднобудівне об'єднання в структурі промислово-інвестиційної групи Вадима Новинського Смарт-Холдинг.
Виробничі потужності суднобудівних підприємств дозволяють будувати середні й великотонажні повнокомплектні судна водотоннажністю до 120 тис. тонн, виконувати складні судноремонтні роботи. Замовниками заводів виступають компанії з Росії, Нідерландів, Норвегії, Великої Британії й ін.
Стратегія Смарт-Холдингу середньостроковій перспективі націлена на зміцнення позицій в галузі середньотоннажного повнокомплектного суднобудування на ринках Європи і Балтії. Суднобудівні підприємства Смарт-Холдингу мають намір стати провідними гравцями на ринку оффшорного суднобудування.

## Історія
Від 2005 року Смарт-Холдинг розвиває кораблебудівний напрямок, яке представляє «Смарт Мерітайм Груп» (Smart Maritime Group, SMG) й ряд суднобудівних підприємств, кожне з яких посідає значне місце в суднобудівній промисловості, як України так і Азово-Чорноморського регіону.
В жовтні 2017 року на верфах компанії було відремонтовано 23 судна.
Господарський суд Миколаївської області 3 липня 2018 року визнав банкрутом Публічне акціонерне товариство «Чорноморський суднобудівний завод».

## Підприємства групи
- Херсонський суднобудівний завод
- Чорноморський суднобудівний завод

## Зовнішні посилання
- "СМАРТ-МЕРІТАЙМ ГРУП"
- Контактная информация компании Smart Maritime Group [Архівовано 14 грудня 2017 у Wayback Machine.](рос.)
- Генеральний директор Smart Maritime Group Василь Федін: "Якщо Україна хоче бути морською державою, а не країною біля моря, потрібно розвивати вітчизняні ВМС". ukranews.com. Українські новини. 7 листопада 2017. Архів оригіналу за 7 лютого 2018. Процитовано 13 грудня 2017.
- SMART MARITIME GROUP побудує два танкери для голландської компанії VEKA GROUP. uprom.info. Національний промисловий портал. 24 травня 2018. Архів оригіналу за 31 травня 2018. Процитовано 6 червня 2018.